# Халам (Пенсилванија)
Халам (енгл. Hallam) град је у америчкој савезној држави Пенсилванија.

## Демографија
По попису из 2010. године број становника је 2.673, што је 1.141 (74,5%) становника више него 2000. године.
| Група             | 2000.         | 2010.         |
| Белци             | 1.469 (95,9%) | 2.432 (91,0%) |
| Афроамериканци    | 20 (1,3%)     | 111 (4,2%)    |
| Азијати           | 9 (0,6%)      | 30 (1,1%)     |
| Хиспаноамериканци | 20 (1,3%)     | 61 (2,3%)     |
| Укупно            | 1.532         | 2.673         |